# Euchre
Euchre (uttal: ['ju:kər]), även kallat markör, är ett kortspel av fransk-tyskt ursprung och är i första hand avsett för fyra deltagare, som spelar parvis mot varandra. En lek med 32 kort (utan tvåor t.o.m. sexor) används. 
Spelarna får i given fem kort var, varefter nästa kort vänds upp och bestämmer trumffärg. Spelet går ut på att ta hem minst tre av de fem sticken. Det föregås av en budgivning för att utse en spelförare som åtar sig att tillsammans med sin partner eller ensam vinna fler stick än motspelarna. I trumffärgen räknas knekten som högsta kort, och spelets näst högsta kort är knekten i samma kulör som trumfknekten. 

## Varianter
Euchre kan med anpassade regler spelas också med 2, 3, 5 eller 6 deltagare.
Varianten railroad euchre spelas med 33 kort. Det kort som tillkommit är en joker, som räknas som högsta trumf. 

## Jokerkortets uppkomst
Det extra kortet i railroad euchre utgjordes ursprungligen (spelet uppkom under 1850-talet) av det reservkort eller reklamkort som medföljde kortleken, och kortet betraktades då som en extra trumfknekt. Idén med detta extrakort spred sig sedan vidare till andra spel som poker och rummy, och kortet fick namnet joker, som är en förvrängning av ordet euchre. Benämningen joker, som på engelska betyder ”skämtare”, har sedan lett till att kortet kommit att avbilda en narrfigur. 